# 라우라 바데아
라우라 가브리엘라 바데아(루마니아어: Laura Gabriela Badea, 1970년 3월 28일~)는 루마니아의 은퇴한 펜싱 선수로 주 종목은 플뢰레이다. 1995년 세계 선수권 대회 우승, 1996년 하계 올림픽 우승, 1996, 1997, 2004년 유럽 선수권 대회 개인전 우승자이며 23년 간 루마니아 국가대표로 활약하면서 올림픽, 세계 선수권 대회, 유럽 선수권 대회, 유니버시아드에서 메달 23개를 획득했다. 은퇴 후에는 펜싱 지도자와 체육행정가으로 활동했으며 루마니아 올림픽 체육 위원회 선수회 회장(2001~2005), 국제 펜싱 연맹 규칙 위원회 위원, 루마니아 올림픽 체육 위원회 이사(2005~2012), 루마니아 올림픽 아카데미 이사(2011~2017), 유럽 올림픽 위원회 루마니아 대표(2004~2011), 루마니아 과학 스포츠 평의회 회원(2006~2009), 루마니아 반도핑 기구 위원, 루마니아 펜싱 연맹 부회장(2005~2011), 루마니아 펜싱 연맹 회장(2017~2018)을 역임했다.